# Ghosts of Mississippi
Ghosts of Mississippi er en amerikansk dramafilm fra 1996, instrueret af Rob Reiner. Handlingen er baseret på den sande historie om retssagen mod Byron De La Beckwith i 1994, den hvide racist anklaget for mordet på borgerrettighedsaktivist Medgar Evers i 1963.

## Medvirkende
- Alec Baldwin som Bobby DeLaughter
- Whoopi Goldberg som Myrlie Evers
- James Woods som Byron De La Beckwith
- Virginia Madsen som Dixie DeLaughter
- Susanna Thompson som Peggy Lloyd
- Craig T. Nelson som Ed Peters
- Lucas Black som Burt DeLaughter
- Alexa Vega som Claire DeLaughter
- William H. Macy som Charlie Crisco
- Benny Bennett som Lloyd 'Benny' Bennett (Ham selv)
- Diane Ladd som Grandma Caroline Moore
- Margo Martindale som Clara Mayfield
- Darrell Evers som Ham selv
- Yolanda King som Reena Evers
- Jerry Levine som Jerry Mitchell
- James Van Evers som Ham selv
- Michael O'Keefe som Merrida Coxwell
- Bill Smitrovich som Jim Kitchens
- Terry O'Quinn som Judge Hilburn
- Rex Linn som Martin Scott
- James Pickens, Jr. som Medgar Evers
- Richard Riehle som Tommy Mayfield
- Bonnie Bartlett som Billie DeLaughter
- Brock Peters som Walter Williams
- Wayne Rogers som Morris Dees
- Bill Cobbs som Charles Evers
- Jim Harley som Delamar Dennis